# Brasilianische Fußballnationalmannschaft der Frauen
Die brasilianische Fußballnationalmannschaft der Frauen ist eine repräsentative Auswahl von brasilianischen Fußballspielerinnen für ein internationales Spiel.
Die brasilianischen Frauen traten erstmals 1986 zu einem Länderspiel an und waren damit die erste südamerikanische Mannschaft, die von der FIFA anerkannte Länderspiele bestritt. Mittlerweile sind sie die dominierende Mannschaft in Südamerika und gehören zu den besten Nationalmannschaften weltweit. Beste Ergebnisse waren bisher der zweite Platz hinter dem deutschen Team bei der Frauenfußball-Weltmeisterschaft 2007 und drei olympische Silbermedaillen 2004, 2008 und 2024, wobei im Finale jeweils gegen die USA verloren wurde, aber im Halbfinale 2008 und 2024 der amtierende Weltmeister (Deutschland bzw. Spanien) besiegt wurde. Die Spielerin Marta wurde 2007 Torschützenkönigin und beste Spielerin des Turniers und hat mittlerweile die meisten WM-Tore erzielt.
Bei den ersten WM-Teilnahmen 1991 und 1995 schied die Mannschaft dagegen noch in der Vorrunde aus. Die Frauenfußball-Weltmeisterschaft 1999 beendete das Team mit dem dritten Platz und schied bei der Frauenfußball-Weltmeisterschaft 2003 im Viertelfinale aus.
Bei den Olympischen Spielen erreichten sie insgesamt viermal das Halbfinale. Dabei gelang ihnen im Halbfinale 2008 erstmals ein Sieg gegen die deutsche Frauennationalmannschaft. 2012 kam bereits im Viertelfinale gegen Weltmeister Japan das Aus.
Bei den Südamerikameisterschaften der Frauen gewann die brasilianische Nationalmannschaft die ersten vier Turniere. In den beiden bis 2022 einzigen Finalspielen wurde dabei jeweils Argentinien geschlagen. Nur 2006 wurde die brasilianische Mannschaft Zweiter hinter Argentinien, gegen die das entscheidende Spiel der Endrunde verloren wurde (ein echtes Finale gab es bei diesem Turnier ebenso wie 1991, 2003 und 2010 nicht). 2010 konnte der Titel zurückgeholt werden und 2014, 2018 und 2022 (nun wieder in einem Finale) verteidigt werden. Nur China (neunmal), Nigeria (elfmal, davon zwei inoffizielle Titel) und die USA (neunmal) konnten häufiger die Kontinentalmeisterschaft gewinnen.
In den letzten Jahren ist aber ein leichter Rückschritt zu verzeichnen. Dies zeigt sich auch an den Ergebnissen der Juniorinnen: In den Jahren 2002 und 2004 wurde die U-20-Nationalmannschaft jeweils WM-Vierte. 2006 erreichten sie den dritten Platz und 2008 erreichten sie noch das Viertelfinale, wo die U-20-Mannschaft gegen Deutschland ausschied. Dagegen kam 2010, 2012, 2014 und 2018 das Aus bereits jeweils in der Vorrunde, 2016 im Viertelfinale. 2022 wurde dann wieder der dritte Platz erreicht. Die U-17-Mannschaft schied 2008 in der Vorrunde der WM und 2010 und 2012 jeweils im Viertelfinale aus. 2014 waren sie nicht qualifiziert, 2016 und 2018 kam das Aus in der Vorrunde und 2022 im Viertelfinale gegen Deutschland.
Im März 2009 erreichte die Mannschaft erstmals den 2. Platz in der FIFA-Weltrangliste, fiel aber im September, nachdem die deutsche Mannschaft erneut den Europameistertitel gewinnen, konnte auf Platz 3 zurück. Durch die Erfolge Japans fiel Brasilien im Dezember 2012 auf Rang 4 zurück. Die bisher schlechteste Platzierung ist Rang 10 ab August 2016.
Am 6. April 2023 unterlagen die Brasilianerinnen als südamerikanischer Vertreter in der ersten Auflage der Finalissima dem Europameister England im Elfmeterschießen mit 4:2.

## Geschichte

### Weltmeisterschaften
| Jahr | Ergebnis      | Trainer                 | Meiste Spiele                 | Meiste Tore                   |
| ---- | ------------- | ----------------------- | ----------------------------- | ----------------------------- |
| 1991 | Vorrunde      | Fernando Pires          | 09 Spielerinnen mit 3 Spielen | Elane Rego (1)                |
| 1995 | Vorrunde      | Ademar Fonseca          | 10 Spielerinnen mit 3 Spielen | Roseli (2)                    |
| 1999 | Dritter       | Wilson De Oliveira Rica | 10 Spielerinnen mit 6 Spielen | Sissi (7)                     |
| 2003 | Viertelfinale | Paulo Gonçalves         | 10 Spielerinnen mit 4 Spielen | Kátia (4)                     |
| 2007 | Zweiter       | Jorge Barcellos         | 08 Spielerinnen mit 6 Spielen | Marta (7), Torschützenkönigin |
| 2011 | Viertelfinale | Kleiton Lima            | 11 Spielerinnen mit 4 Spielen | Marta (4)                     |
| 2015 | Achtelfinale  | Vadão                   | 06 Spielerinnen mit 4 Spielen | 4 Spielerinnen mit 1 Tor      |
| 2019 | Achtelfinale  | Vadão                   | 10 Spielerinnen mit 4 Spielen | Cristiane (4)                 |
| 2023 | Vorrunde      | Pia Sundhage            | 12 Spielerinnen mit 3 Spielen | Ary Borges (3)                |
| Alle |               |                         | Formiga (24)                  | Marta (15)                    |

### Südamerikameisterschaften
Brasilien ist mit neun Titeln Rekordsieger der Südamerikameisterschaft.
| - 1991 – Gewinner - 1995 – Gewinner - 1998 – Gewinner - 2003 – Gewinner - 2006 – Zweiter | - 2010 – Gewinner - 2014 – Gewinner - 2018 – Gewinner - 2022 – Gewinner - 2025 – Gewinner |

### Olympische Spiele
| - 1996: Vierter - 2000: Vierter - 2004: Zweiter - 2008: Zweiter - 2012: Viertelfinale | - 2016: Vierter - 2021: Viertelfinale - 2024: Zweiter - 2028: qualifiziert |

### Panamerikanische Spiele
Die brasilianische Mannschaft ist mit 3 Siegen Rekordsieger bei dem seit 1999 ausgetragenen Frauenfußballturnier der Panamerikanischen Spiele.
| - 1999: nicht teilgenommen - 2003: Erster - 2007: Erster | - 2011: Zweiter - 2015: Erster - 2019: nicht teilgenommen |

### Südamerikaspiele
- 2014: 3. Platz

### CONCACAF W Gold Cup
- 2024: 2. Platz

### Vier-Nationen-Turnier in Brasilien
Seit 2009 veranstaltet der brasilianische Verband das Vier-Nationen-Turnier in Brasilien, das die Mannschaft achtmal gewann. Nur 2010 musste man den Kanadierinnen und 2019 den Chileninnen den Sieg überlassen.

### Algarve-Cup

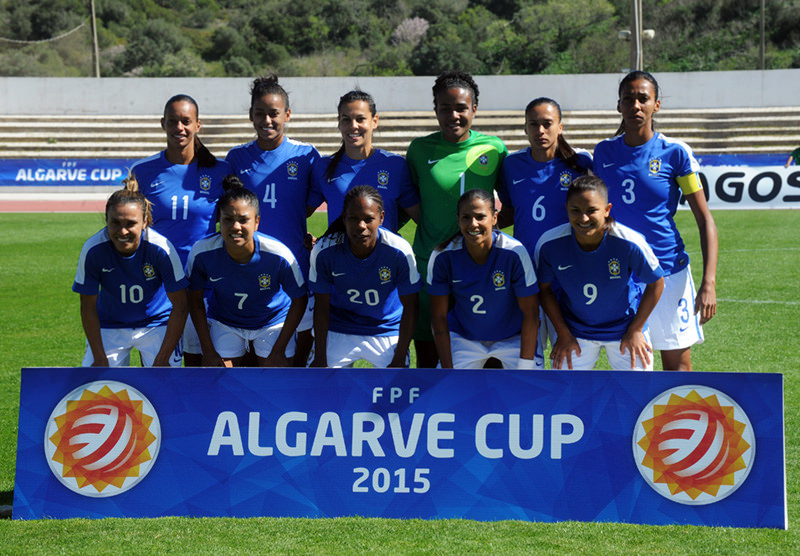
Die brasilianische Mannschaft beim Algarve-Cup 2015 vor dem Spiel gegen Schweden

Brasilien nahm erstmals 2015 am Algarve-Cup teil und erreichte dabei den siebten Platz. 2016 wurde Brasilien Zweiter beim Algarve-Cup 2016.

## Aktueller Kader
Siehe Fußball-Weltmeisterschaft der Frauen 2023/Brasilien
Aufgelistet ist der Kader und die Reservespielerinnen (R) für die Copa América der Frauen 2025.
| 01         | Lorena           | 6. Mai 1997       | Kansas City       | 36  | 0  | 02.08.2025 |
| 12         | Camila           | 2. Januar 2001    | Cruzeiro EC       | 2   | 0  | 16.07.2025 |
| 14         | Cláudia          | 22. Juli 2002     | Fluminense FC     | 2   | 0  | 29.07.2025 |
| Abwehr     |                  |                   |                   |     |    |            |
| 02         | Antônia          | 26. April 1994    | Real Madrid       | 43  | 1  | 29.07.2025 |
| 03         | Tarciane         | 27. Mai 2003      | Olympique Lyon    | 23  | 2  | 02.08.2025 |
| 04         | Kaká             | 2. August 1999    | FC São Paulo      | 8   | 0  | 29.07.2025 |
| 08         | Yasmim           | 28. Oktober 1996  | Real Madrid       | 30  | 4  | 02.08.2025 |
| 13         | Fé Palermo       | 16. Oktober 1985  | SE Palmeiras      | 22  | 1  | 02.08.2025 |
| 16         | Fátima Dutra     | 8. Dezember 1999  | Ferroviária       | 7   | 0  | 29.07.2025 |
| 20         | Mariza           | 8. November 2001  | SC Corinthians    | 10  | 0  | 02.08.2025 |
| 23         | Isa Haas         | 20. Januar 2001   | Cruzeiro EC       | 13  | 2  | 02.08.2025 |
| Mittelfeld |                  |                   |                   |     |    |            |
| 05         | Duda Sampaio     | 18. Mai 2001      | SC Corinthians    | 39  | 3  | 02.08.2025 |
| 08         | Angelina (R)     | 26. Januar 2000   | Orlando Pride     | 36  | 1  | 02.08.2025 |
| 15         | Ary Borges       | 28. Dezember 1999 | Racing Louisville | 38  | 6  | 25.07.2025 |
| 17         | Vitória Yaya     | 23. Januar 2000   | SC Corinthians    | 17  | 1  | 02.08.2025 |
| Sturm      |                  |                   |                   |     |    |            |
| 07         | Kerolin          | 17. November 1999 | Manchester City   | 46  | 7  | 02.08.2025 |
| 09         | Amanda Gutierres | 18. März 2001     | SE Palmeiras      | 12  | 8  | 02.08.2025 |
| 10         | Marta            | 19. Februar 1986  | Orlando Pride     | 115 | 53 | 02.08.2025 |
| 11         | Gio Garbelini    | 21. Juni 2003     | Atlético Madrid   | 23  | 3  | 02.08.2025 |
| 18         | Gabi Portilho    | 18. Juli 1995     | Gotham FC         | 32  | 4  | 02.08.2025 |
| 19         | Jhonson          | 13. Oktober 2005  | SC Corinthians    | 5   | 1  | 02.08.2025 |
| 21         | Dudinha          | 4. Juli 2005      | FC São Paulo      | 11  | 3  | 02.08.2025 |
| 22         | Luany            | 3. Februar 2003   | Atlético Madrid   | 8   | 3  | 02.08.2025 |

Anmerkungen:
1. 1 2  Spiele und Tore gemäß Aufstellungen in Arquivo da Seleção Brasileira Feminina (Brazilian National Womens´ Team Archive), Stand 31. Juli 2024.

## Rekordspielerinnen
Berücksichtigt sind nur offizielle Spiele.
| Platz | Name             | Einsätze | Tore | Position           | WM-Spiele | Zeitraum  | Bemerkungen                  |
| ----- | ---------------- | -------- | ---- | ------------------ | --------- | --------- | ---------------------------- |
| 1     | Formiga          | 217      | 034  | Mittelfeld         | 27        | 1995–2021 | zudem 19 inoffizielle Spiele |
| 2     | Marta            | 200      | 121  | Angriff            | 23        | seit 2003 | zudem 10 inoffizielle Spiele |
| 3     | Cristiane        | 159      | 094  | Angriff            | 21        | seit 2003 | zudem 16 inoffizielle Spiele |
| 4     | Tamires          | 154      | 007  | Abwehr             | 11        | seit 2006 |                              |
| 5     | Debinha          | 148      | 064  | Angriff            | 07        | seit 2011 |                              |
| 6     | Bia Zaneratto    | 124      | 041  | Angriff            | 10        | seit 2011 | zudem 1 inoffizielles Spiele |
| 7     | Rosana           | 118      | 018  | Mittelfeld         | 13        | 2000–2017 | zudem 15 inoffizielle Spiele |
| 8     | Andressa Alves   | 106      | 024  | Mittelfeld/Angriff | 07        | seit 2012 |                              |
| 9     | Rafaelle         | 100      | 009  | Abwehr             | 7         | seit 2012 |                              |
| 10    | Andréia Suntaque | 098      | 000  | Tor                | 14        | 1999–2014 | zudem 13 inoffizielle Spiele |
| 11    | Tânia Maranhão   | 095      | 000  | Abwehr             | 17        | 1995–2011 | zudem 13 inoffizielle Spiele |
| 12    | Bárbara          | 092      | 000  | Tor                | 4         | seit 2007 | zudem 3 inoffizielle Spiele  |

Stand: 2. August 2025
Quelle: RSSSF Brazil

## Andere bekannte Spielerinnen
- Kátia (12 WM-Spiele für Brasilien, 1999–2003)
- Sissi (zusammen mit Sun Wen Torschützenkönigin der WM 1999, 9 WM-Spiele für Brasilien, 1995–1999)

## Trainer
| Nr. | Name                  | Zeit                            | Spiele          | Erfolge |
| --- | --------------------- | ------------------------------- | --------------- | --- |
| 1   | João Varela           | 22. Juli 1986 bis 12. Juni 1988 | 8               | |
| 2   | Édson Luís Antunes    | 28. Apr. 1991 bis 5. Mai 1991   | 2               | Südamerikameister 1991                                                                                     |
| 3   | ?                     | 23. Juni 1991 bis 30. Juni 1991 | 2 inoff. Spiele | |
| 4   | Lula Paiva            | 7. Juli 1991                    | 1 inoff. Spiel  | |
| 5   | ?                     | 6. August 1991                  | 1 inoff. Spiel  | |
| 6   | Fernando Pires        | 17. Nov. 1991 bis 21. Nov 1991  | 3               | WM 1991 |
| 7   | Ademar Fonseca †      | 8. Jan. 1995 bis 9. Juni 1995   | 13              | Südamerikameister 1995                                                                                     |
| 8   | ? (1)                 | 14. Jan. 1996 bis 4. Juli 1996  | 10              | |
| 9   | José Duarte †         | 4. Juli 1996 bis 1. Aug. 1996   | 6               | |
| 10  | ? (1)                 | 10. Dez. 1996 bis 7. Juni 1997  | 5               | |
| 11  | José Duarte †         | 11. Dez. 1997 bis 13. Dez. 1997 | 11              | Südamerikameister 1998                                                                                     |
| 12  | Wilson Riça           | 22. Mai 1999 bis 10. Juli 1999  | 9               | WM-Dritter 1999                                                                                            |
| 13  | ? (1)                 | 26. Sep. 1999 bis 10. Okt. 1999 | 4               | |
| 14  | José Duarte †         | 23. Juni 2000 bis 28. Sep. 2000 | 11              | |
| 15  | Paulo Gonçalves       | 3. Aug. 2001 bis 1. Okt. 2003   | 18              | Südamerikameister 2003                                                                                     |
| 16  | Renê Simões           | 12. Apr. 2004 bis 25. Aug. 2004 | 7               | Silbermedaille bei den Olympischen Spielen 2004                                                            |
| 17  | Luiz Antônio Ferreira | 26. Juni 2005 bis 3. Juli 2005  | 0               | |
| 18  | José Teixeira         | 28. Okt. 2006 bis 1. Nov. 2006  | 3               | |
| 19  | Jorge Luiz Barcellos  | 11. Nov. 2006 bis 21. Aug. 2008 | 34              | Gold bei den Panamerikanischen Spielen 2007, Vizeweltmeister 2007, Silber bei den Olympischen Spielen 2008 |
| 20  | Kleiton Lima          | 22. Apr. 2009 bis 27. Okt. 2011 | 28              | Südamerikameister 2010                                                                                     |
| 21  | Jorge Luiz Barcellos  | 8. Dez. 2011 bis 3. Aug. 2012   | 13              | |
| 22  | Márcio de Oliveira    | 9. Dez. 2012 bis 9. Apr. 2014   | 21              | |
| 23  | Vadão †               | 11. Juni 2014 bis 16. Sep. 2016 | 53              | Südamerikameister 2014, Gold bei den Panamerikanischen Spielen 2015                                        |
| 24  | Emily Lima            | 7. Dez. 2016 bis 19. Sep. 2017  | 13              | |
| 25  | Vadão †               | 19. Okt. 2017 bis 23. Juli 2019 | 27              | Südamerikameister 2018                                                                                     |
| 26  | Pia Sundhage          | 29. Aug. 2019 bis 30. Aug. 2023 | 57              | Südamerikameister 2022                                                                                     |
| 27  | Arthur Elias          | seit 1. Sept. 2023              | 36              | Südamerikameister 2025, 2. Platz beim CONCACAF W Gold Cup 2024, Silber bei den Olympischen Spielen 2024    |

Quelle: rsssfbrasil.com: Arquivo da Seleção Brasileira Feminina
(1) Unbekannter Trainer

## Spiele gegen deutschsprachige Mannschaften
Ergebnisse stets aus brasilianischer Sicht

### Deutschland

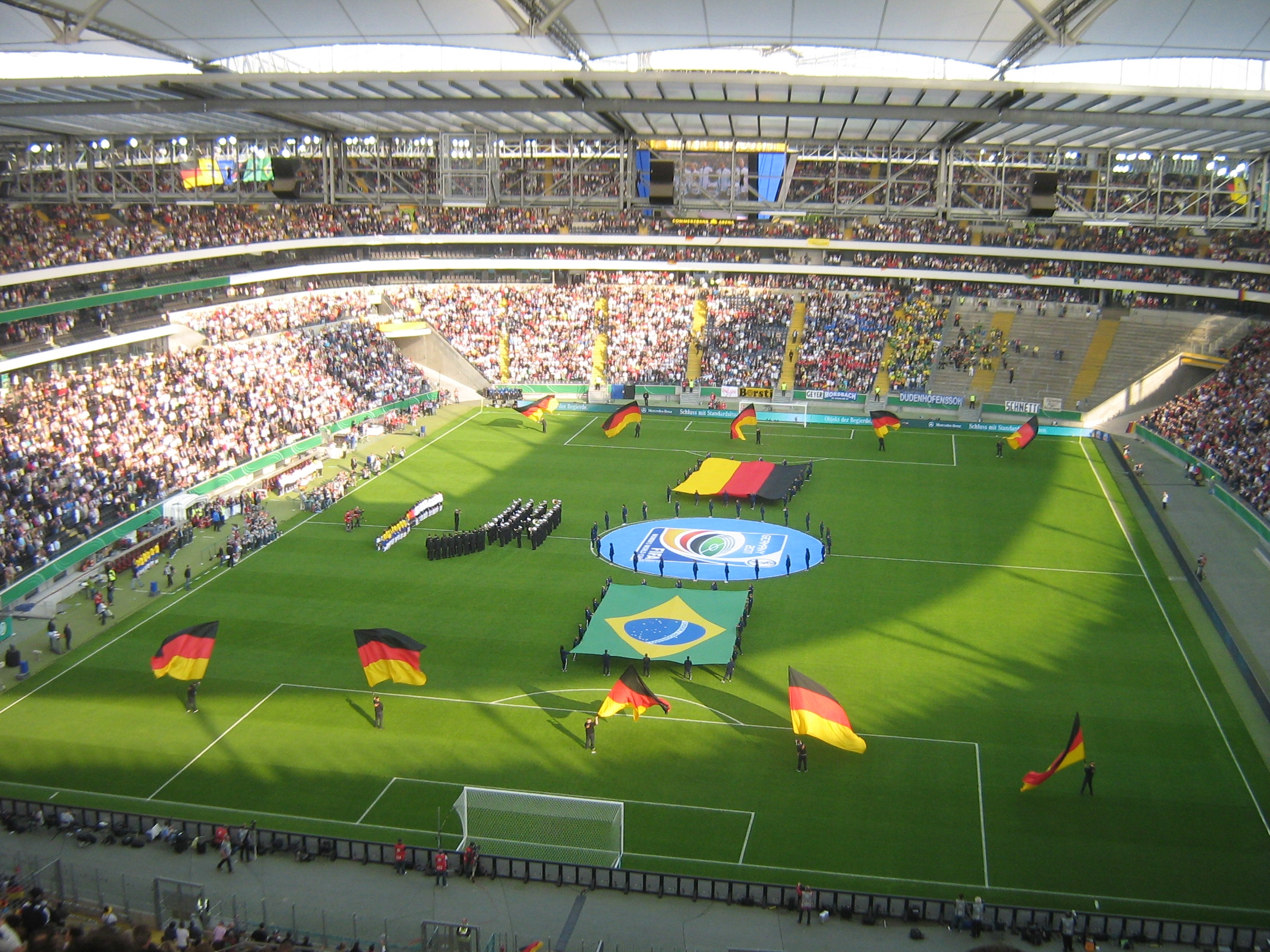
Vor dem Länderspiel am 22. April 2009 in Frankfurt

| Datum              | Ort              | Ergebnis | Anlass                                                                                                 |
| 9. Juni 1995       | Karlstad         | 1:6      | Weltmeisterschaftsgruppenspiel                                                                         |
| 25. Juli 1996      | Birmingham       | 1:1      | Olympiavorrunde                                                                                        |
| 27. Juni 1999      | Washington, D.C. | 3:3      | Weltmeisterschaftsgruppenspiel                                                                         |
| 16. September 2000 | Canberra         | 1:2      | Olympiagruppenspiel                                                                                    |
| 28. September 2000 | Sydney           | 0:2      | Olympiaspiel um Bronze                                                                                 |
| 30. September 2007 | Shanghai         | 0:2      | Weltmeisterschaftsfinale                                                                               |
| 6. August 2008     | Shenyang         | 0:0      | Olympiagruppenspiel                                                                                    |
| 18. August 2008    | Shanghai         | 4:1      | Olympiahalbfinale                                                                                      |
| 22. April 2009     | Frankfurt        | 1:1      | Freundschaftsspiel, bis zum 26. Juni 2011 höchste Zuschauerzahl bei einem Freundschaftsspiel in Europa |
| 9. März 2015       | Parchal          | 1:3      | Algarve-Cup                                                                                            |
| 8. April 2015      | Fürth            | 0:4      | Freundschaftsspiel                                                                                     |
| 4. Juli 2017       | Sandhausen       | 1:3      | Freundschaftsspiel                                                                                     |
| 11. April 2023     | Nürnberg         | 2:1      | Freundschaftsspiel                                                                                     |

### Schweiz
| Datum         | Ort                  | Ergebnis | Anlass                            |
| 11. März 2015 | Albufeira (Portugal) | 4:1      | Algarve-Cup 2015 Spiel um Platz 7 |

### Österreich
Bisher gab es noch keine Spiele gegen die österreichische Auswahl.